# La Faute à Ève
Pistes de J'ai de bonnes nouvelles
Ronde Madeleine
La Faute à Ève est une chanson d'Anne Sylvestre parue en 1979 dans l'album J'ai de bonnes nouvelles.

## Historique
La chanson sort dans le treizième album d'Anne Sylvestre. 

## Thématique
La chanson reprend le nom du personnage d'Ève, qui a désobéi à Dieu en mangeant du fruit défendu et en poussant Adam au péché originel. De cet épisode biblique proviendrait une tradition visant à attribuer la faute aux femmes,,,.
La chanson pousse à l'absurde ce postulat antiféministe en reprenant avec ironie des discours qui prêtent tous les torts aux femmes, même dans les conditions les plus manifestement incohérentes. La fin rappelle sur le mode de la provocation que cette doctrine met une certaine vision de la religion dans une position intenable (« le Bon Dieu est misogyne, mais le diable il ne l’est pas »).

## Réception
Cette chanson est considérée comme une réussite d'Anne Sylvestre dans le genre humoristique.

« Tout le comique de La faute à Eve n’est pas évident à sa lecture. Mais l’auteur est aussi une interprète accomplie. Il suffit qu’elle joue avec le rythme, le phrasé (l’intonation toujours exacte) pour que l’hilarité générale éclate […]. »

La communauté catholique semble avoir su l'entendre avec humour et se l'approprier :

« Pas mal de refrains anticléricaux : «J’ai été élevée à l’école catho, chez les scouts, j’y ai été heureuse et je détesterais m’en moquer si tel n’était pas le cas », dit-elle. D’ailleurs, l’an passé, un séminariste est venu la voir après un spectacle pour raconter que tous les samedis, en passant le balai-brosse, on chantait La Faute à Ève à la communauté. « Alors ça va, hein… » »